# Guillermo Buccheri
Beato Guillermo Buccheri de Sicli o Guillermo de Noto (Noto, 1309 - Scicli, 4 de abril de 1404), perteneció a la orden tercera de san Francisco de Asís ( OFS) por tanto es terciario franciscano, llevó una vida de ermitaño, se considera beato de la Iglesia católica.

## Biografía
Nace en Noto (Sicilia, Italia). Descendiente de la noble familia Buccheri, fue escudero del rey Federico II de Aragón, rey de Sicilia. Sufre una conversión después de un accidente y se retira a un lugar solitario cerca de Noto, llamado "la celda del Castillo". Al principio le acompaña otro terciario franciscano, San Conrado Canfalonieri de Piacenza; cuando éste se recluye en Pizzoni, nuestro beato se va a Sicli en 1345 donde construye un eremitorio junto a una iglesia dedicada a la Señora de la Piedad. Aquí se centra en la oración, llevando una vida de penitencia extrema y mostrando una fortaleza de ánimo inigualable. A pesar de vivir retirado y aislado de la gente, le visitan muchos creyentes para consultarle los problemas de sus vidas y recibir sus favores. Habita en ese lugar durante 57 años. Muere el 4 de abril de 1404. Todo el pueblo de Sicli lo traslada a la iglesia de san Mateo en la que es sepultado en olor de santidad. El papa Pablo III aprueba su culto el 27 de junio de 1539. 
Momento de la conversión. Tras una visión de santa Águeda, decidió convertirse en ermitaño. Recibió un caballo y dinero como regalo del rey, pero se lo entregó todo a un pobre mendigo que se encontró de vuelta en casa, a cambio de su ropa y una bolsa de rafia también llamada "cuffitedda" (del "coffa" siciliano, bolsa de hojas de palma tejidas), de la cual tomó uno de los nombres por el que se le conoce, "Guillermo Cuffitedda".  Es copatrono de Sicilia, cuando sale su talla de procesión por las calles, la figura porta un bolso de rafia en recuerdo de aquel momento.
Tras la aparición de la Virgen, se retiró a Scicli en la pequeña iglesia de Santa Maria della Pietà, ahora la iglesia de Santa Maria La Nova.

## Culto
Se le atribuyen varios milagros: la curación del sobrino de Paolo Guccione, la transformación del salvado de los ravioles de Grazietta en ricotta y el repique el día de su muerte, 4 de abril de 1404, Viernes Santo. Los ciudadanos de Scicli decidieron enterrarlo en la iglesia de la Annunziata, pero en el camino se informa que el féretro se volvió tan pesado que obligó a los portadores a detenerse y dejó claro que el fallecido quería ser enterrado en otro lugar. Al recitar las letanías de los santos, el ataúd se volvió más liviano cuando se nombró a san Mateo, por lo que el ermitaño fue enterrado en la iglesia de San Matteo en Scicli.
Fue beatificado con un rito breve el 9 de abril de 1537 por el Papa Pablo III.
Sus reliquias están encerradas en un busto de plata que lo representa, a su vez guardado en una urna de plata en la iglesia madre de Scicli.
Desde el martirologio romano hasta la fecha del 4 de abril:

En Siclo, de Sicilia, beato Guillermo Cuffitelli, eremita, que, renunciando a la práctica de la caza, pasó cincuenta y siete años en la soledad y en la pobreza.